# Eugenio Valentini
Eugenio Valentini SDB (* 11. März 1905 in Spezzano (Gemeinde Fiorano Modenese), Provinz Modena; † 12. Januar 1992 in Rom) war ein italienischer römisch-katholischer Ordensgeistlicher und Theologe.

## Leben
Eugenio Valentini besuchte von 1917 bis 1921 das Liceo ginnasio im Turiner Stadtteil Valdocco. Anschließend trat er der Ordensgemeinschaft der Salesianer Don Boscos bei und absolvierte das Noviziat in Ivrea. Am 5. Oktober 1922 legte Valentini die erste Profess ab. Von 1922 bis 1925 studierte er Philosophie in der Ordensniederlassung Valsalice in Turin. Danach war Eugenio Valentini als Assistent an den Noviziatshäusern seiner Ordensgemeinschaft in Chieri, Valdocco und Turin tätig. Daneben studierte er ein Jahr Mathematik an der Universität Turin. 1928 begann er an der Päpstlichen Universität Gregoriana in Rom das Studium der Katholischen Theologie. Am 19. September 1931 empfing Valentini in Turin das Sakrament der Priesterweihe. Im Folgejahr wurde er in Rom zum Doktor der Theologie promoviert.
Ab 1932 lehrte Eugenio Valentini Moraltheologie, Fundamentaltheologie und Hebräisch an der Ordensniederlassung der Salesianer im Turiner Stadtteil Crocetta und ab 1940 an der neugegründeten Hochschule der Salesianer in Turin. Daneben wirkte er von 1943 bis 1945 als Kaplan der Aspirantinnen der Don-Bosco-Schwestern in Arignano und von 1945 bis 1948 als Verantwortlicher für die Philosophie- und Pädagogik-Studenten der Salesianer in der Ordensniederlassung im Turiner Stadtteil Rebaudengo. Danach wurde er Direktor der Ordensniederlassung im Stadtteil Crocetta. Von 1952 bis 1958 war Eugenio Valentini Rektor der Hochschule der Salesianer in Turin. Anschließend war er neben seiner Lehrtätigkeit erneut als Direktor der Ordensniederlassung im Stadtteil Crocetta tätig, bis 1965 die Hochschule der Salesianer nach Rom verlegt wurde. Dort setzte Valentini seine Lehrtätigkeit fort. Zudem war er Direktor der Kommunität der an der Hochschule lehrenden Salesianer. Ferner war Valentini Direktor der Zeitschriften Salesianum und Rivista di Pedagogia e Scienze Religiose.
Nach seiner Emeritierung wirkte Eugenio Valentini weiterhin am Centro Studi di Storia delle Missioni Salesiane sowie als Beichtvater und Spiritual am Generalat der Don-Bosco-Schwestern.

## Schriften (Auswahl)
- La direzione spirituale dei Giovani nel pensiero di Don Bosco (= Biblioteca del „Salesianum“. Band 20). Società Editrice internationale, Turin 1952, OCLC 818364036.
- Studi sulla vocazione: contributo ad un’analisi storico-critica sul problema della vocazione religiosa (= Biblioteca del „Salesianum“. Band 25). Società Editrice internazionale, Turin 1953, OCLC 13102295.
- Don Eusebio M. Vismara salesiano. Società Editrice internationale, Turin 1954, OCLC 878243973.
- Spiritualità e umanesimo nella pedagogia di Don Bosco (= Biblioteca del „Salesianum“. Band 53). Società Editrice internationale, Turin 1958, OCLC 7514601.
- Un campione del movimento ceciliano: Don Giovanni Battista Grosso (1858–1944). Società Editrice internazionale, Turin 1962, OCLC 1100147430.
- Don Rinaldi, maestro di pedagogia e di spiritualità salesiana. Istituto internazionale D. Bosco, Turin 1965, OCLC 1100160205.
- Nuove scoperte sul vero autore dell’Imitazione di Cristo (= Biblioteca del „Salesianum“. 77 A). Società Editrice internationale, Turin 1969, OCLC 955859656.
- Eugenio Valentini, Amedeo Rodinò (Hrsg.): Dizionario biografico dei salesiani. Ufficio Stampa Salesiano, Turin 1973, OCLC 854467.
- Eugenio Valentini (Hrsg.): Bibliografia generale delle Missioni Salesiane (= Pubblicazioni del Centro Studi di Storia delle Missioni Salesiane. Sussidi. Band 1). Vol. 1: „Bollettino Salesiano“ e altre fonti salesiane. Libreria Ateneo Salesiano, Rom 1975, OCLC 462804082.
- Le missioni salesiana d’oggi (= Storia delle missioni salesiana. Fuori collana). LAS, Rom 1976, OCLC 1100257200.
- Il pensiero e l’azione del servo di Dio don Giuseppe Baldo (1843–1915). Tipografia poliglotta vaticana, Vatikanstadt 1977, OCLC 797526639.
- Eugenio Valentini (Hrsg.): Don Nazareno Camilleri: un maestro di vita spirituale (= Collana Spirito e vita. Band 2). LAS, Rom 1979, ISBN 978-88-213-0003-5.